# Lavsa
Lavsa (także Lauca) – wyspa w Chorwacji, na Morzu Adriatyckim, w archipelagu Kornati.
Zajmuje powierzchnię 1,78 km². Leży w zewnętrznej części archipelagu, pomiędzy Piškerą i Panitulą Malą (północny zachód), Gustaci i Klobučarem (południowy wschód) i Kornatem (północny wschód). Jej wymiary to 1,5 x 1,5 km. Najwyższy punkt wyspy położony jest na wysokości 111 m n.p.m. Długość wybrzeża wynosi 9,3 km. Na wyspie zlokalizowana jest osada Lavsa, posiadająca 12 domostw.